# سامان سهرابی (سامی)
سامان سهرابی جز آن دسته از مديرانى است كه خود سابقه ورزشى درخشانى دارد. وى ابتدا با رشته هاى رزمى وارد عرصه هاى ورزشى گرديد و در رشته تكواندو داراى كمربند مشكى دان ۱ مى باشد. از ۱۳ سالگى وارد فوتبال شد و خيلى زود به تيم پايه هاى ملوان بندر انزلى راه يافت.

## زندگی نامه
وی بعد از حضور در تيم منتخب جوانان و اميد و بزرگسالان استان گيلان راهى تهران شد و در تيم راه‌آهن طى سالهای ۸۸-۸۷ به صورت حرفه اى به فوتبال ايران معرفى شد. با درخشش در راه‌آهن راهى نساجى قائم شهر شد، اما مصدوميت بى موقع باعث شد چندين ماه از فوتبال دور باشد تا در بازگشت راهى جنوب كشور شود و تا سال ۹۰ در تيم منتخب جزيره كيش به فوتبال خود ادامه داد، در سال ۲۰۱۱ به عنوان لژیونر در باشگاه الشاب امارات بازی‌کرد و سپس در فصل بعد وارد فوتبال تركيه شد و جز معدود ایرانی هایی بود که توانست در آن سال ها داخل لیگ دو ترکیه بازی کند، پس از حضور در ليگ ۲ و ليگ ۴ تركيه به فكر تاسيس باشگاه و تيمدارى در ليگهاى اروپايي افتاد و از اين رو شروع به نامه نگارى و رايزنيهاى گوناگون كرد و پس از يكسال تلاش بى وقفه در اواخر سال ۲۰۱۴ موفق به ثبت باشگاه سامى اسپورت در استان آنتاليا كشور تركيه گرديد.

## تحصیلات و مدارک
دکترای مدیریت MBA اکونومی از دانشگاه لوویس گوردو کارلی شهر رم در کشور ایتالیا میباشد. 
دارای مدرک دکتری روان‌شناسی بالینی. 
عضو سازمان انجمن روانشناسان  APA CEP آمریکا. 
کارشناسی آنالیز ورزشی از اسپانیا. 
در سال ۲۰۱۶ میلادی نام سامان سهرابی به عنوان یک ایجنت رسمی در مقر فیفا ثبت شد و از آن سال تا کنون حدود ۵۰۰ بازیکن با ملیت های مختلف توسط او به باشگاه ها طراز اول ترانسفر شده اند. 
دکتر سهرابی جز معدود مدیرانی در فوتبال دنیا میباشد که دارای مدرک مربی گری حرفه ایی میباشد. 
او توانست در سال ۲۰۱۸ میلادی مدرک  A professional مربی گری اروپا را در شهر مادرید اسپانیا کسب کند و جز ۱۳ ایرانی باشد که دارای این مدرک مربی گری هستند. 

## تأسیس برند
پایه‌گذار، مؤسس و مالک برند سامی.  
سامی هلدینگ ( شبکه تلویزیونی ، خبرگزاری ، خدمات رفاهی ، گردشگری ، باشگاه )

## سمت ها
بنیان‌گذار، مالک و مدیرعامل باشگاه آنتالیا سامی اسپور ترکیه از سال ۲۰۱۴ تا کنون 
مالک باشگاه داماش گیلان در سال ۱۳۹۹  
مدیرعامل باشگاه مقاومت آستارا در سال ۱۴۰۰ 
مالک، معاون و عضو هیئت مدیره باشگاه الموج امارات از ۲۰۲۴
مشاور رسمی مالک باشگاه امیرالد امارات از سال ۲۰۲۴

## عناوین و افتخارات شخصی رسمی
سال ۲۰۱۹ جوانترین مدیر برتر فوتبال ترکیه 
کاندیدای سه ایجنت برتر جوان فیفا در سال ۲۰۲۰
کسب عنوان جوانترین ایجنت برتر فیفا در سال ۲۰۲۲
کسب عنوان برترین مدیر فصل فوتبال ترکیه در سال ۲۰۲۲
کسب مقام چهارم برترین مدیر سال فوتبال اروپا در سال ۲۰۲۳
رکورددار ترانسفر بازیکن از لحاظ زمان و تعداد؛ طی ۹ روز انتقال ۴۵ بازیکن از باشگاه های مختلف
رکوردار کلی ترانسفر بازیکن با انتقال بالای ۵۰۰ بازیکن با ملیت های مختلف به لیگ های طراز اول فوتبال دنیا 
افتتاح کمپ ورزشی استاندارد مدرن اختصاصی سامی اسپور در آنتالیا.
انتشار مقاله در نشریه رفتار حرکتی و روانشناسی ورزشی ایران 

## عناوین باشگاهی ( عملکرد رسمی )
کسب ۲۹ قهرمانی، ۱۰ نائب قهرمانی و  
۴۵ صعود به عنوان مالک و مدیرعامل با باشگاه سامی اسپور در تمامی رده های سنی.
کسب ورودی سهمیه اروپا در رده ۱۷ و ۱۹ ساله ها با باشگاه سامی اسپور در دو سال متوالی
کسب عنوان قهرمانی بدون شکست و صعود با باشگاه مقاومت آستارا در لیگ سه ایران
راه اندازی رده‌های پایه باشگاه مقاومت آستارا و قهرمانی در رده های نوجوانان و جوانان و صعود به لیگ کشوری.
مجموع ۱۳۴۴ بازی رسمی ، ۸۸۱ برد ، ۲۹۸ تساوی و ۱۶۵ شکست و کسب ۳۲ عنوان قهرمانی در رده های سنی مختلف ۴۷ بار صعود به لیگ‌های بالاتر و کسب ۲۸۷۸ امتیاز در تمامی فصول به سمت مدیرعاملی در زمان فعالیت در باشگاه ها.